# Zsomboly
A zsomboly lefelé táguló, olykor 100 m mély, aknaszerű üreg, barlang. Karsztos hegységekben fordul elő.
A víznyelőbarlangok általában függőleges kiterjedésű aknabarlangok, másik nevük a zsombolyok. Ezeknek a bejárata általában egy töbörből nyílik.

## Képgaléria

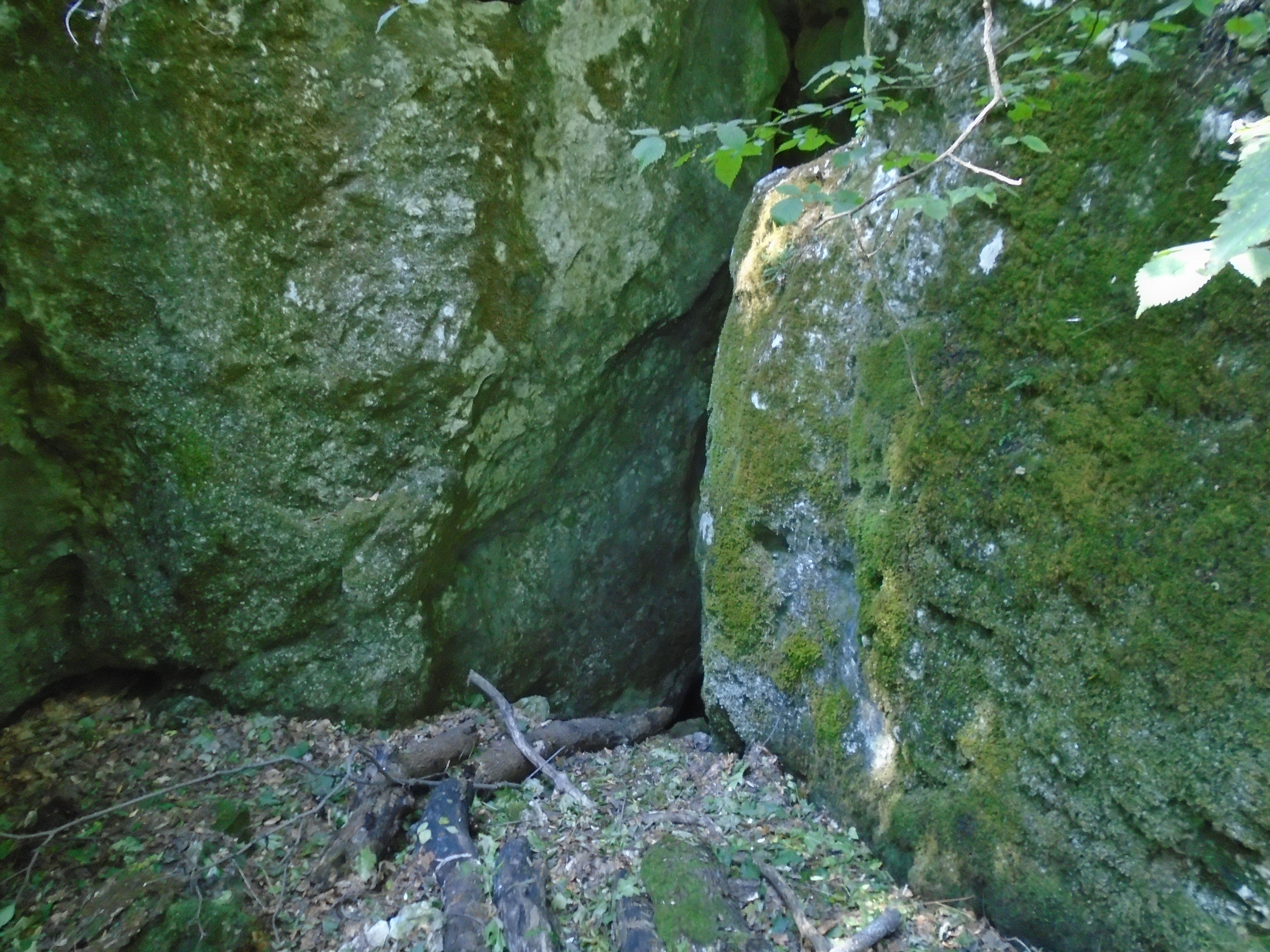
Kifli-zsomboly
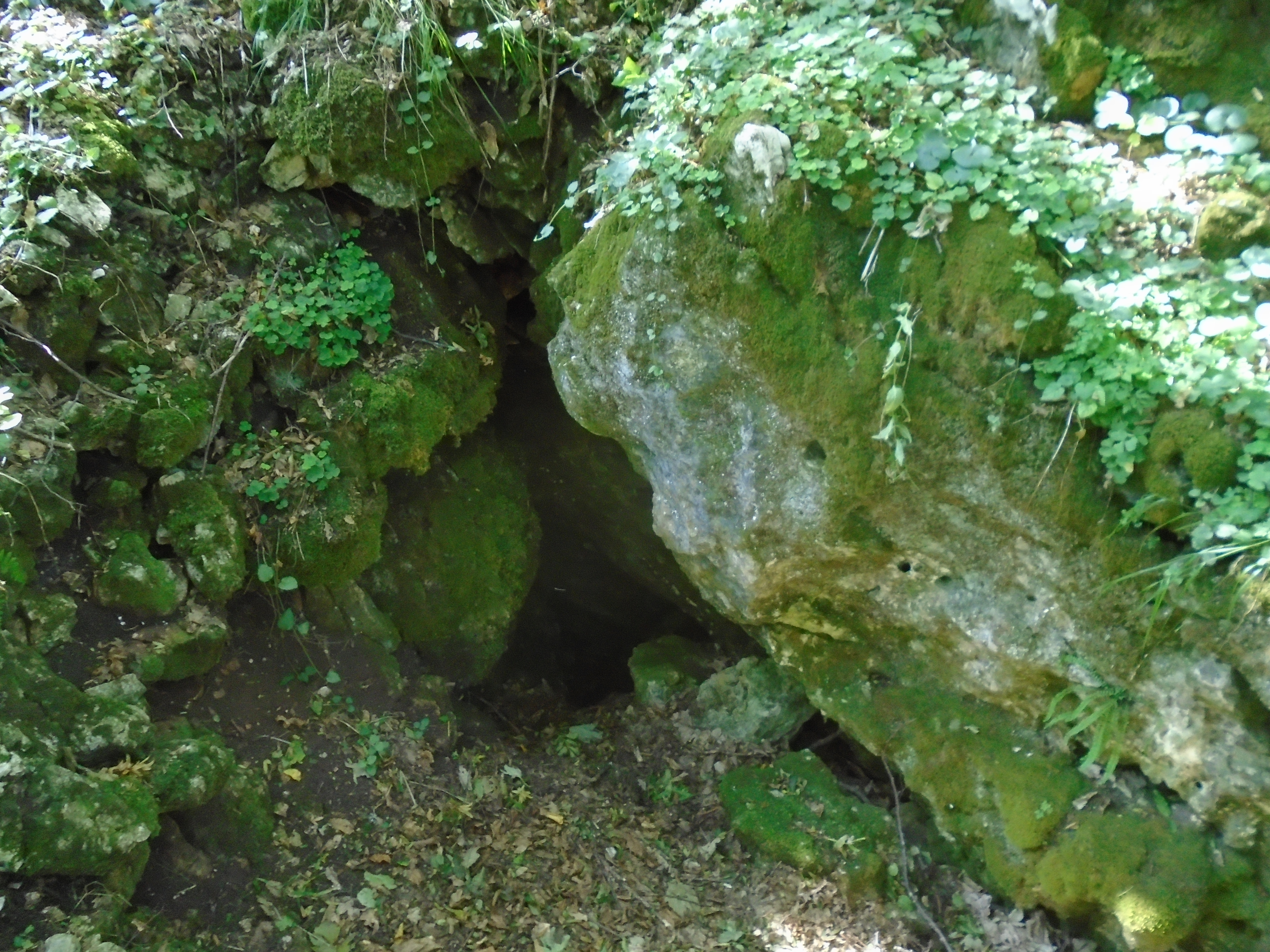
Zsozsóka-zsomboly
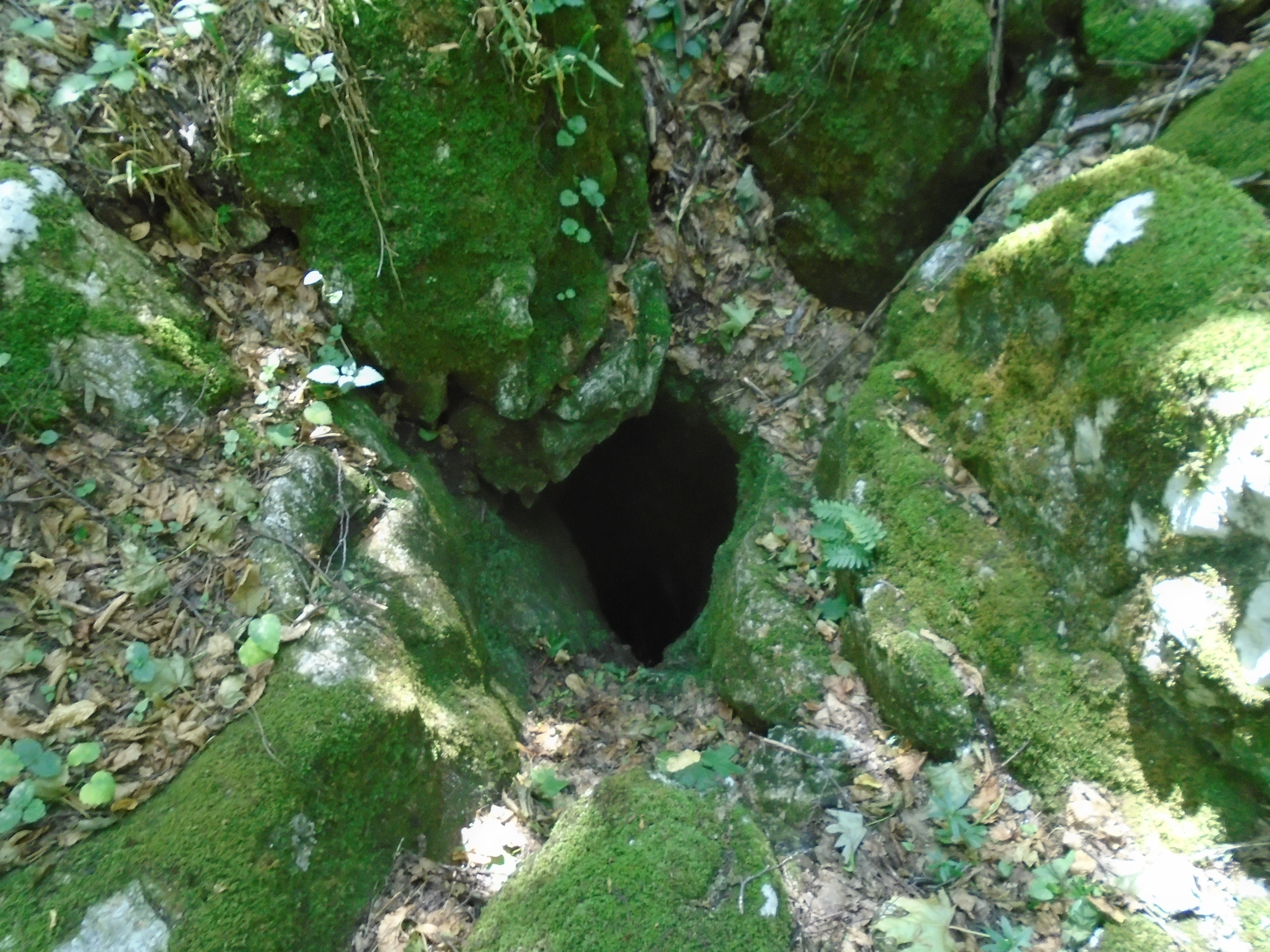
Karácsony-zsomboly
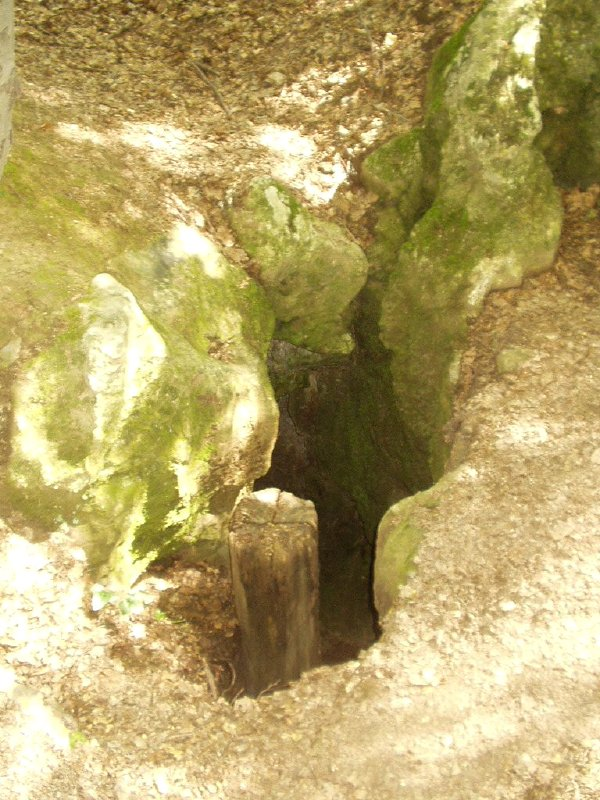
Szeleta-zsomboly
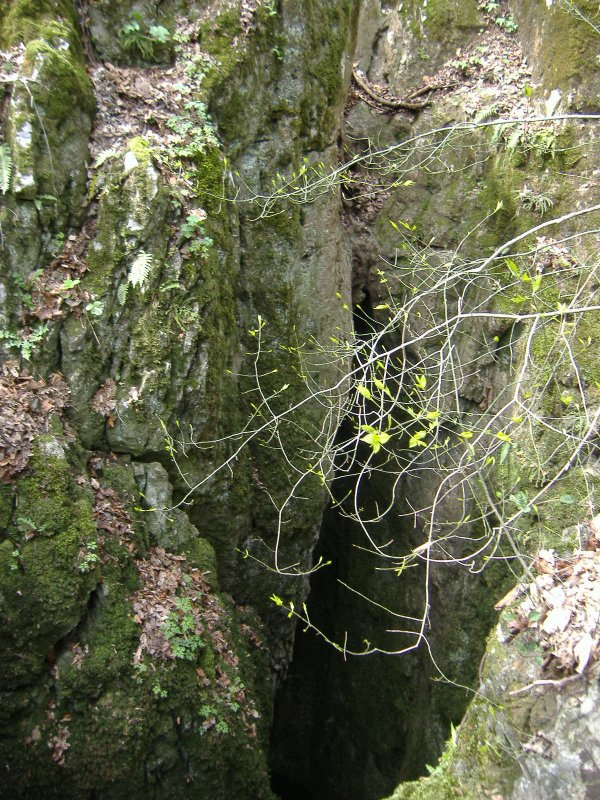
Vecsembükki-zsomboly